# Nombre premier de Ramanujan
En mathématiques, un nombre premier de Ramanujan est un nombre premier qui satisfait un résultat démontré par Srinivasa Ramanujan relatif à la fonction de compte des nombres premiers.

## Origines et définition
En 1919, Ramanujan publia une nouvelle démonstration du postulat de Bertrand qui, dit-il, fut d'abord démontré par Tchebychev. À la fin des deux pages publiées, Ramanujan déduisit un résultat généralisé, qui est :
{\displaystyle \forall n,\ \exists N,\ x\geq N\Rightarrow \pi (x)-\pi (x/2)\geq n} ;
en particulier :
{\displaystyle \pi (x)-\pi (x/2)\geq 1,2,3,4,5,\dots ~} pour tout x ≥ 2, 11, 17, 29, 41, ... (suite A104272 de l'OEIS) respectivement,
où {\displaystyle \pi (x)} est la fonction de compte des nombres premiers, qui est le nombre de nombres premiers inférieurs ou égaux à x.
L'expression de ce résultat est la définition des nombres premiers de Ramanujan, et les nombres 2, 11, 17, 29, 41 sont les plus petits entiers conformes à cette définition. Autrement dit :
Le n-ième premier de Ramanujan est l'entier Rn le plus petit à satisfaire la condition :
{\displaystyle \pi (x)-\pi (x/2)\geq n,~} pour tout x ≥ Rn.
Une autre façon de formuler ce résultat est :
Les nombres premiers de Ramanujan sont les entiers Rn les plus petits à garantir qu'il y a (au moins) n premiers dans ]x/2, x] pour tout x ≥ Rn.
Puisque Rn est le plus petit entier conforme à ces conditions, il doit être premier. En effet :
Pour tout entier m fixé, pour tout {\displaystyle x\in [m,m+1[,~} ]x/2, x] contient les mêmes entiers ; donc {\displaystyle \pi (R_{n}-1)-\pi {\big (}(R_{n}-1)/2{\big )}<n.~} Or {\displaystyle \ \pi (R_{n})-\pi (R_{n}/2)\geq n,} donc {\displaystyle ]R_{n}/2,R_{n}]} doit contenir plus de premiers que {\displaystyle ](R_{n}-1)/2,R_{n}-1].} Mais il ne peut en contenir qu'un de plus : ce ne peut être que Rn.
Conséquence : {\displaystyle \ \pi (R_{n})-\pi (R_{n}/2)=n.}
Par exemple, le nombre de nombres premiers dans ]6,5 ; 13] est trois (ce sont 7, 11, 13). Mais 13 n'est pas le troisième nombre de Ramanujan, car dans ]8 ; 16], il n'y a que deux nombres premiers (ce sont 11, 13). Ce n'est qu'à partir de 17 qu'il y a toujours au moins trois nombres premiers dans ]x/2, x], donc R3 = 17.

## Liste de nombres premiers de Ramanujan
Les plus petits termes de la suite des nombres premiers de Ramanujan sont :
2, 11, 17, 29, 41, 47, 59, 67, 71, 97, 101, 107, 127, 149, 151, 167, 179, 181, 227, 229, 233, 239, 241, 263, 269, 281, 307, 311, 347, 349, 367, 373, 401, 409, 419, 431, 433, 439, 461, 487, 491, ... (suite A104272 de l'OEIS).

## Inégalités et équivalences
- Pour tout n ≥ 1,

2n ln(2n) < Rn < 4n ln(4n).
- Pour tout n > 1,

p2n < Rn < p3n,
où pn est le n-ième nombre premier.
- Si n tend vers l'infini, Rn est équivalent au 2n-ième premier, c.-à-d. :

Rn ~ p2n ;
et donc, en utilisant le théorème des nombres premiers,
Rn ~ 2n ln(2n).
Tous ces résultats sont démontrés dans l'ouvrage "Ramanujan primes and Bertrand's postulate", sauf l'inégalité Rn < p3n ci-dessus, qui fut conjecturée par Jonathan Sondow et démontrée par Shanta Laishram en 2010.